# 二硅烯

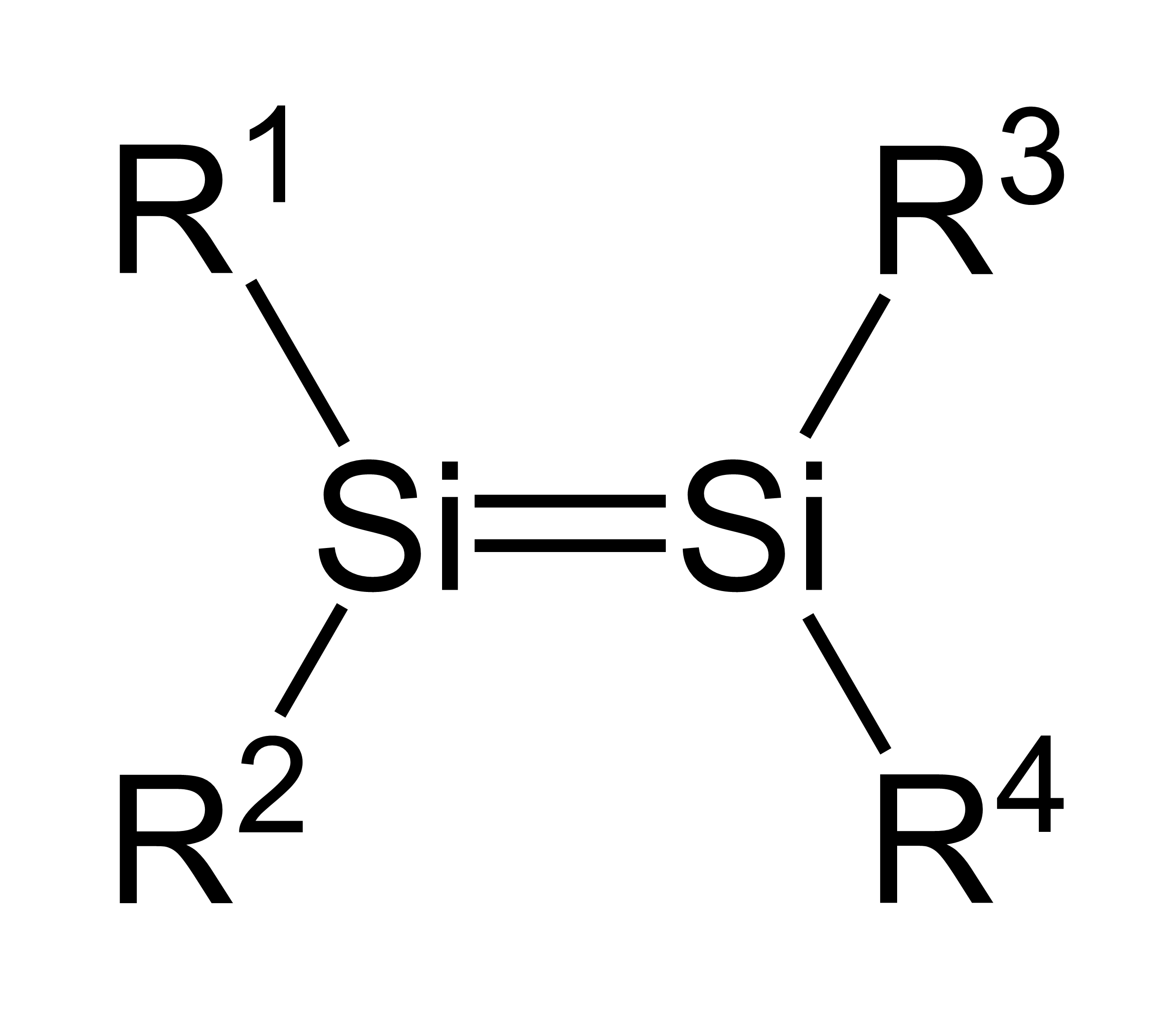
二硅烯

二硅烯，有时也被称作乙硅烯、硅烯，是一类含有硅—硅双键的有机硅化合物，它们与同族的碳元素形成的烯烃结构相似。

## 历史
第一种瞬时存在的二硅烯由罗克（D. N. Roark）和佩德尔（Garry J. D. Peddle）于1972年制得。1979年，斯奈德和沃瑟曼研究了二硅烯（Si2H4）的基态结构，并说明它是单线态的。 1981年，罗伯特·韦斯特分离出第一种热力学上稳定的二硅烯。

## 性质
简单的二硅烯是非常活泼的化合物，容易发生聚合反应等多种反应，因此存在的时间很短。为了防止聚合等反应的发生，可使用庞大的取代基来有效地使二硅烯稳定，并且能在稀溶液甚至晶体中长期存在。
稳定的二硅烯通常是黄色或橙色晶状化合物。
二硅烯中Si=Si双键的键长处于2.14 Å到2.29 Å之间，比对应硅烷中的Si-Si单键的键长要短将近5%—10%。这样的键长缩短程度与相应的烷烃和烯烃比较，少了大约13%，但这并不影响它显著地表现出双键的性质。
二硅烯的更深层特殊之处在于取代基的反式倾斜，这在烯烃中从未被发现。二硅烯的R2Si平面与Si=Si对应向量的反式倾斜角范围在0度到33.8度之间。这为对应的硅宾的稳定性提供了合理化解释。硅的价层轨道是3s轨道和3p轨道，而碳的价轨道是2s轨道和2p轨道，因此硅原子的ns轨道和np轨道能量差要比碳原子更大。
因此，硅宾中间体是单线态的，而卡宾却是三线态的。所以，当两个分子片相互作用形成双键时，两个硅宾单元反式倾斜结合成二硅烯，而两个卡宾单元平面结合成烯烃。

## 制备
二硅烯通常由1,2-二卤硅烷的还原，逆Diels-Alder反应分解，硅宾的双聚，环硅烷的光解或甲硅基硅宾（RSiSiH3）的重排来制备。
在一项研究中，用石墨化钾催化进行1,1-二溴硅烷的分子内偶联制得了一种二硅烯。其中的硅硅双键键长为227皮米，是已知二硅烯中第二长的，X射线衍射表明取代基倾斜角在31度到33度之间。
此外，Si-Si键周围的取代基旋转了43度。这种二硅烯于110°C在二甲苯中加热发生异构化，生成四元环状化合物，并释放应变能。